# Göteborgs Målareämbete
Göteborgs Stads Konst- och Målareämbete var en skråorganisation som grundades 1702. Inom eller i anslutning till skrået arbetade under 1700-talet ett hundratal kyrkomålare, som tillsammans utförde bortemot femhundra kyrkodekorationer i Västsverige. Bland dem fanns bröderna Johan och Ditlof Ross och Christian von Schönfeldt.